# Procurato allarme
Procurato allarme è una fattispecie di reato prevista e punita dall'art. 658 del codice penale italiano.

## Analisi e descrizione
Si tratta di una contravvenzione contemplata nel titolo I (contravvenzioni di polizia), capo I (contravvenzioni concernenti la polizia di sicurezza), sezione I (contravvenzioni concernenti l'ordine pubblico e la tranquillità pubblica), paragrafo 1 (contravvenzioni concernenti l'inosservanza dei provvedimenti di polizia e le manifestazioni sediziose e pericolose).
Per procurato allarme si intende il compimento di atti che fanno scattare le procedure di emergenza senza che vi sia la presenza di un reale pericolo, da casi di piccola rilevanza (ad esempio: l'utilizzo di un segnalatore di incendio in una scuola, senza la presenza di un incendio) a fatti di maggiore impatto sociale.